# Орден Свободы Барбадоса
Орден Свободы Барбадоса — орден Барбадоса является национальной наградой, учрежденной Законом об Ордене Свободы Барбадоса 2019 года парламентом Барбадоса .  Как часть всеохватывающего Ордена Барбадоса , он стоит выше, чем Орден Республики ,  , но ниже отдельного и высшего Ордена Национальных Героев .

## История
Барбадос, будучи доминионом Соединённого королевства Великобритании и Северной Ирландии до 1980 года для поощрения своих граждан использовал британскую наградную систему. 27 июля 1980 года, по представлению генерал-губернатора Барбадоса сэра Дейтона Лайла Уорда королева Елизавета II своей грамотой учредила национальные награды Барбадоса. 
В 53 годовщину обретения независимости Барбадоса, по инициативе генерал-губернатора Барбадоса Сандры Мейсон, королева Елизавета II учредила орден Свободы, занявший в национальной наградной системе место после класса Рыцаря Святого Андрея ордена Барбадоса и перед классом Компаньона Почёта ордена Барбадоса.
Канцлером ордена является президент Барбадоса Сандра Мейсон – . Награждение происходит от имени суверена по представлению генерал-губернатора.
Орден вручается за выдающийся заслуги в служение Барбадосу, карибскому региону или человечеству в целом. Награждённые имеют право на обращение «наиболее достопочтенный (-ая)», а также использование постноминальных литер FB.

## Офицеры и классы
Орден состоит из одной степени, которая не названа в Законе. Нет ограничений на количество назначений на каждый класс каждый год, за исключением почетных членов, лимит которых установлен до двух в год; назначения производятся ежегодно в День независимости (30 ноября) президентом по рекомендации премьер-министра . 
Получатели имеют право использовать постименные буквы «FB», что означает «Свобода Барбадоса», и в стиле «Наиболее почетный » . Знак отличия Ордена устанавливается премьер-министром. 

### Список офицеров
Действующие офицеры Ордена Барбадоса, в соответствии с Законом, следующие: 
- Канцлер : Сандра Мейсон в качестве генерал-губернатора (2018–2021 гг.), а затем в качестве президента Барбадоса (2021–)
- Секретарь : вакансия (2021-)

## Описание
Знак ордена — изготовленный из позолоченного серебра крест с расширяющимися концами синей эмали наложенный на круг, имеющий кайму в виде стеблей тростника и внутреннюю малую кайму в виде стеблей тростника. В центре креста круглый медальон с широкой каймой синей эмали. В медальоне на матированном фоне глянцевое изображение острова Барбадос. На кайме надпись: «FREEDOM OF BARBADOS».
Знак при помощи кольца крепится к орденской ленте. 
Лента ордена шёлковая муаровая синей и жёлтой равновеликих полос, между которыми тонка чёрная полоска.

## Получатели
Профессор Violet Eudine Barriteau GCM — за выдающийся вклад в высшее образование и новаторское лидерство в развитии гендерных исследований и продвижении гендерного равенства. [3]
Доктор Энтони Николас Картер BSS - За его основополагающую работу в области музыки, в частности, за его вклад в художественную форму калипсо, а также в народную музыку благодаря исключительному репертуару текстов и мелодий, а также за его работу с молодежью в музыке. [3]
Патрик Дуглас Фрост GCM , BJH — за его самоотверженную работу в качестве педагога и весомый вклад в профсоюзное движение. [4]
Дама Сандра Мейсон , DCMG , DA , KC — присуждена за то, что стала первым президентом Барбадоса в свете перехода к республиканскому статусу.
Почетные лауреаты
Карл III — бывший наследник барбадосского престола, в знак признания его поддержки усилий развивающихся стран в области изменения климата и устойчивого развития, а также поощрения духа предпринимательства среди молодежи во всем мире. [5]
Ухуру Кеньятта , бывший президент Кении. 